# Drepanosticta hermes
Drepanosticta hermes – gatunek ważki z rodziny Platystictidae. Występuje endemicznie na Filipinach.